# Matang Neuheun
Matang Neuheun is een bestuurslaag in het regentschap Aceh Timur van de provincie Atjeh, Indonesië. Matang Neuheun telt 1077 inwoners (volkstelling 2010).